# Distrikt Duderstadt

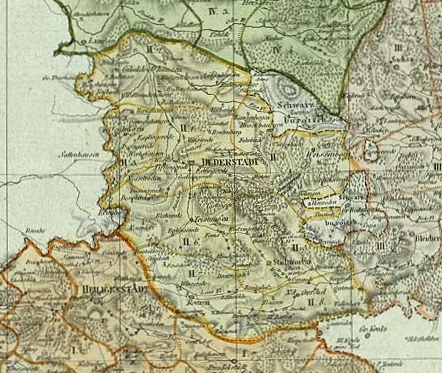
Der Distrikt Duderstadt im Harzdepartement (gelb), 1809

Der Distrikt Duderstadt war eine Verwaltungseinheit des Harzdepartements im Königreich Westphalen, die zwischen 1807 und 1813/14 bestand.

## Territorium
Der Distrikt wurde im Wesentlichen gebildet aus dem ehemaligen preußischen Landkreis Unterkreis, den die Eichsfeld-Erfurtische Kriegs- und Domänenkammer 1803 im neu errichteten Fürstentum Eichsfeld eingerichtet hatte. Der untereichsfeldische Ort Lindau wurde dem Distrikt Osterode zugeordnet. Der Distrikt besaß 49.546 Einwohner und war bevölkerungsmäßig der zweitgrößte im Departement. Die Distriktshauptstadt war Duderstadt, gleichzeitig auch Sitz des Kantons Duderstadt.

## Organisation
Duderstadt war der Sitz des Unterpräfekten, des Distriktrates, des Zivilgerichts und der Gendarmeriebrigade. Die Friedensgerichte befanden sich in den Kantonshauptorten. Unterpräfekt war ein Herr Kramer, Distriktsekretär war ein Haber.

## Kantonaleinteilung
| Kantone        | Kantonmaire                                    | Einwohnerzahlen (Stand 1808) | zugehörige Ortschaften |
| -------------- | ---------------------------------------------- | ---------------------------- | --- |
| Duderstadt     | Carl Joseph Hof(f)mann                         | 8528                         | Duderstadt mit Herbigshagen und Rothe Warte, Mingerode, Obernfeld, Breitenberg mit Hübenthal, Hilkerode, Immingerode mit Tiftlingerode, Gerblingerode, Westerode, Brehme, Ecklingerode, Wehnde mit Wildungen |
| Gieboldehausen | Rüther (bis 1810) Franz Ludwig Arend (ab 1811) | 6845                         | Gieboldehausen mit Elbingen, Bilshausen, Bodensee, Krebeck, Wollbrandshausen, Wollershausen und Lütgenhausen, Rüdershausen, Rhumspringe, Rollshausen, Renshausen und Großthiershausen                        |
| Seulingen      | Franz Christian Friedrich Rust                 | 4233                         | Seulingen, Seeburg, Bernshausen, Germershausen, Esplingerode, Desingerode, Werxhausen und Nesselröden |
| Weissenborn    | Karl Hunold                                    | 5498                         | Weißenborn mit Gerode, Langenhagen, Brochthausen, Fuhrbach, Jützenbach, Lüderode, Holungen, Bischofferode |
| Worbis         | Joseph Fütterer                                | 6507                         | Worbis, Kirchohmfeld mit Kaltohmfeld, Adelsborn, Bodenstein und dem Vorwerk Seegel, Wintzingerode, Breitenbach, Gernrode, Kirchworbis, Breitenworbis                                                         |
| Teistungen     | Ludwig von Westernhagen                        | 3530                         | Teistungen mit Kloster Teistungenburg, Tastungen, Ferna, Hundeshagen, Berlingerode, Neuendorf, Böseckendorf mit Bleckenrode                                                                                  |
| Beuren         | Carl Friedrich von Steinmetz (Siemerode)       | 5147                         | Beuren mit Kloster Beuren und dem Vorwerk Beusenburg, Steinbach, Bodenrode, Wingerode, Leinefelde, Breitenholz, Birkungen mit Reifenstein und Beinrode, Kallmerode                                           |
| Niederorschel  | Bernhard Kleemann                              | 4658                         | Niederorschel, Bernterode, Gerterode, Rehungen, Vollenborn, Deuna, Rüdigershagen, Kleinbartloff mit Oberorschel, Hausen                                                                                      |